# Waalse Pijl 2014
De 78e editie van de wielerwedstrijd Waalse Pijl werd gehouden op 23 april 2014. De renners reden 199 kilometer van Bastenaken naar de Muur van Hoei. De wedstrijd maakte deel uit van de UCI World Tour 2014. Titelverdediger was de Spanjaard Daniel Moreno. Deze editie werd gewonnen door de Spanjaard Alejandro Valverde, die na 2006 voor de tweede keer zijn handen in de lucht mocht steken boven op de Muur van Hoei.

## Hellingen
| #  | Naam             | Kilometer | Lengte (km) | %   |
| -- | ---------------- | --------- | ----------- | --- |
| 1  | Côte de Bellaire | 84        | 1           | 6,8 |
| 2  | Côte d'Ahin      | 101       | 2,1         | 5,9 |
| 3  | Muur van Hoei    | 111,5     | 1,3         | 9,3 |
| 4  | Côte d'Ereffe    | 124,5     | 2,2         | 5,9 |
| 5  | Côte de Bellaire | 143,5     | 1           | 6,8 |
| 6  | Côte de Bohissau | 151       | 1,3         | 7,6 |
| 7  | Côte de Bousalle | 154       | 1,7         | 4,9 |
| 8  | Côte d'Ahin      | 165       | 2,1         | 5,9 |
| 9  | Muur van Hoei    | 175,5     | 1,3         | 9,3 |
| 10 | Côte d'Ereffe    | 188,5     | 2,2         | 5,9 |
| 11 | Muur van Hoei    | 199       | 1,3         | 9,3 |

## Mannen

### Deelnemende ploegen
| 18 UCI World Tour-ploegen | 18 UCI World Tour-ploegen | 18 UCI World Tour-ploegen | 7 wildcards                 |
| ------------------------- | ------------------------- | ------------------------- | --------------------------- |
| AG2R La Mondiale          | FDJ.fr                    | Movistar                  | Topsport Vlaanderen-Baloise |
| Astana                    | Garmin Sharp              | Omega Pharma-Quick-Step   | Wanty-Groupe Gobert         |
| Belkin                    | Giant-Shimano             | Orica-GreenEdge           | Cofidis                     |
| BMC Racing Team           | Lampre-Merida             | Sky ProCycling            | Colombia                    |
| Cannondale                | Lotto-Belisol             | Tinkoff-Saxo              | IAM Cycling                 |
| Europcar                  | Katjoesja                 | Trek Factory Racing       | MTN-Qhubeka                 |
|                           |                           |                           | Unitedhealthcare            |

### Verloop
In de openingsfase van de koers ontsnapten Jonathan Clarke, Preben Van Hecke en Ramūnas Navardauskas uit het peloton. Het drietal kreeg een maximale voorsprong van bijna acht minuten. Op vijftig kilometer van de streep moest Clarke zijn twee vluchtgenoten laten gaan. In het peloton namen Katjoesja en BMC het voortouw in de jacht op de leiders.
Nieuw in deze editie was dat de afstand tussen de laatste twee passages van de Muur van Hoei is verkort. Na de een na laatste passage hoefde er nu nog maar 25 kilometer gekoerst te worden. Dit leverde echter weinig actie op. Enkele renners, waaronder Cyril Gautier, probeerden op de klim weliswaar te ontsnappen, maar werden snel ingerekend. Op twaalf kilometer van de meet werden ook de twee leiders gegrepen door het peloton.
In de finale plaatste Jérémy Roy een aanval, maar hij werd ingerekend door Katjoesja. Een relatief grote groep reed vervolgens naar de voet van de Muur van Hoei. Romain Bardet was op de slotklim de eerste die een aanval plaatste, maar de Fransman werd snel teruggepakt.
Daarna probeerde Michał Kwiatkowski ervan door te gaan, maar de Pool kreeg geen ruimte van Daniel Martin. Vervolgens plaatste Alejandro Valverde een goed getimede aanval, niemand kon hem volgen. De Spanjaard reed zodoende naar de overwinning en had op de meet drie seconden voorsprong op Martin. Kwiatkowski eindigde één seconde later als derde.
Daarachter werden Bauke Mollema, Tom-Jelte Slagter en Jelle Vanendert respectievelijk vierde, vijfde en zesde. Ook Philippe Gilbert (10e), Wout Poels (12e) en Jurgen Van den Broeck (20e) reden zichzelf in de top-20.

### Uitslag
| Rituitslag |                       |                         |          |
| Plaats     | Naam                  | Ploeg                   | Tijd     |
| 1          | Alejandro Valverde    | Movistar                | 4u36'45" |
| 2          | Daniel Martin         | Garmin Sharp            | + 3"     |
| 3          | Michał Kwiatkowski    | Omega Pharma-Quick-Step | + 4"     |
| 4          | Bauke Mollema         | Belkin                  | z.t.     |
| 5          | Tom-Jelte Slagter     | Garmin Sharp            | + 6"     |
| 6          | Jelle Vanendert       | Lotto-Belisol           | z.t.     |
| 7          | Michael Albasini      | Orica-GreenEdge         | + 8"     |
| 8          | Roman Kreuziger       | Tinkoff-Saxo            | z.t.     |
| 9          | Daniel Moreno         | Katjoesja               | + 11"    |
| 10         | Philippe Gilbert      | BMC Racing Team         | + 15"    |
| 11         | Julián Arredondo      | Trek Factory Racing     | + 17"    |
| 12         | Wout Poels            | Omega Pharma-Quick-Step | + 19"    |
| 13         | Paul Martens          | Belkin                  | + 23"    |
| 14         | Vincenzo Nibali       | Astana                  | + 24"    |
| 15         | Mathias Frank         | IAM Cycling             | + 26"    |
| 16         | Simon Clarke          | Orica-GreenEdge         | + 28"    |
| 17         | Diego Ulissi          | Lampre-Merida           | z.t.     |
| 18         | Rudy Molard           | Cofidis                 | z.t.     |
| 19         | Jakob Fuglsang        | Astana                  | z.t.     |
| 20         | Jurgen Van den Broeck | Lotto-Belisol           | z.t.     |

### UCI World Tour
In deze Waalse Pijl zijn punten te verdienen voor de ranking in de UCI World Tour 2014. Enkel renners die uitkomen voor een WorldTour-ploeg, maken aanspraak om punten te verdienen.
| #  | Renner             | Ploeg                   | Punten |
| -- | ------------------ | ----------------------- | ------ |
| 1  | Alejandro Valverde | Movistar                | 80     |
| 2  | Daniel Martin      | Garmin Sharp            | 60     |
| 3  | Michał Kwiatkowski | Omega Pharma-Quick-Step | 50     |
| 4  | Bauke Mollema      | Belkin                  | 40     |
| 5  | Tom-Jelte Slagter  | Garmin Sharp            | 30     |
| 6  | Jelle Vanendert    | Lotto-Belisol           | 22     |
| 7  | Michael Albasini   | Orica-GreenEdge         | 14     |
| 8  | Roman Kreuziger    | Tinkoff-Saxo            | 10     |
| 9  | Daniel Moreno      | Katjoesja               | 6      |
| 10 | Philippe Gilbert   | BMC Racing Team         | 2      |

## Vrouwen
De 17e editie van de vrouweneditie van de wielerwedstrijd Waalse Pijl werd gehouden op 23 april 2014. De rennsters reden 127 kilometer van Hoei naar de Muur van Hoei. De wedstrijd maakte deel uit van de UCI Road Women World Cup 2014. In 2013 won de Nederlandse Marianne Vos. Deze editie werd gewonnen door de Française Pauline Ferrand-Prevot.

### Deelnemende ploegen
| UCI Womens Tour         | UCI Womens Tour                 | UCI Womens Tour       | Nationaal        |
| ----------------------- | ------------------------------- | --------------------- | ---------------- |
| Lotto-Belisol Ladies    | Alé Cipollini                   | Astana-BePink         | Australië        |
| Bigla                   | Bizkaia-Durango                 | Boels-Dolmans         | Canada           |
| Estado de México-Faren  | Futurumshop.nl-Zannata          | Giant-Shimano         | Frankrijk        |
| Hitec Products          | Lointek                         | Orica-AIS             | Verenigde Staten |
| Parkhotel Valkenburg    | Poitou-Charentes.Futuroscope.86 | Rabobank-Liv Woman    |                  |
| RusVelo                 | Servetto Footon                 | Specialized-lululemon |                  |
| Top Girls Fassa Bortolo | Wiggle Honda                    |                       |                  |

### Uitslag
| Plaats  | Naam                   | Ploeg                  | Tijd     |
| ------- | ---------------------- | ---------------------- | -------- |
| Winnaar | Pauline Ferrand-Prevot | Rabobank-Liv Woman     | 3u26'43" |
| 2       | Elizabeth Armitstead   | Boels-Dolmans          | + 1"     |
| 3       | Elisa Longo Borghini   | Hitec Products         | + 4"     |
| 4       | Evelyn Stevens         | Specialized-lululemon  | + 7"     |
| 5       | Ashleigh Moolman       | Hitec Products         | + 11"    |
| 6       | Marianne Vos           | Rabobank-Liv Woman     | + 13"    |
| 7       | Emma Pooley            | Lotto-Belisol Ladies   | z.t.     |
| 8       | Linda Villumsen        | Wiggle Honda           | + 21"    |
| 9       | Claudia Lichtenberg    | Giant-Shimano          | + 24"    |
| 10      | Ellen van Dijk         | Boels-Dolmans          | + 28"    |
| 11      | Emma Johansson         | Orica-AIS              | + 30"    |
| 12      | Anna van der Breggen   | Rabobank-Liv Woman     | + 31"    |
| 13      | Elena Berlato          | Alé Cipollini          | z.t.     |
| 14      | Joanne Hogan           | Bigla                  | z.t.     |
| 15      | Katarzyna Niewiadoma   | Rabobank-Liv Woman     | + 35"    |
| 16      | Katrin Garfoot         | Australië              | + 42"    |
| 17      | Megan Guarnier         | Boels-Dolmans          | + 45"    |
| 18      | Jessie Daams           | Boels-Dolmans          | + 49"    |
| 19      | Elena Cecchini         | Estado de México-Faren | + 50"    |
| 20      | Lauren Hall            | Verenigde Staten       | + 57"    |

1936 · 1937 · 1938 · 1939 · 1940 · 1941 · 1942 · 1943 · 1944 · 1945 · 1946 · 1947 · 1948 · 1949 · 1950 · 1951 · 1952 · 1953 · 1954 · 1955 · 1956 · 1957 · 1958 · 1959 · 1960 · 1961 · 1962 · 1963 · 1964 · 1965 · 1966 · 1967 · 1968 · 1969 · 1970 · 1971 · 1972 · 1973 · 1974 · 1975 · 1976 · 1977 · 1978 · 1979 · 1980 · 1981 · 1982 · 1983 · 1984 · 1985 · 1986 · 1987 · 1988 · 1989 · 1990 · 1991 · 1992 · 1993 · 1994 · 1995 · 1996 · 1997 · 1998 · 1999 · 2000 · 2001 · 2002 · 2003 · 2004 · 2005 · 2006 · 2007 · 2008 · 2009 · 2010 · 2011 · 2012 · 2013 · 2014 · 2015 · 2016 · 2017 · 2018 · 2019 · 2020 · 2021 · 2022 · 2023 · 2024
Lijst van beklimmingen
 Tour Down Under · 
 Parijs-Nice · 
 Tirreno-Adriatico · 
 Milaan-San Remo · 
 Ronde van Catalonië · 
 E3 Harelbeke · 
 Gent-Wevelgem · 
 Ronde van Vlaanderen · 
 Ronde van het Baskenland · 
 Parijs-Roubaix · 
 Amstel Gold Race · 
 Waalse Pijl · 
 Luik-Bastenaken-Luik · 
 Ronde van Romandië · 
 Ronde van Italië · 
 Critérium du Dauphiné · 
 Ronde van Zwitserland · 
 Ronde van Frankrijk · 
 Clásica San Sebastián · 
 Ronde van Polen · 
  Eneco Tour · 
 Ronde van Spanje · 
 Vattenfall Cyclassics · 
 GP Ouest France-Plouay · 
 Grote Prijs van Quebec · 
 Grote Prijs van Montreal · 
 UCI Ploegentijdrit · 
 Ronde van Lombardije · 
 Ronde van Peking